# BYJU'S
Byju's (stylisé BYJU'S) est une entreprise multinationale indienne dans l'éducation. Ses bureaux sont situés à Bangalore dans le Karnataka en Inde. La compagnie est créée en 2011 par Byju Raveendran et Divya Gokulnath. En mars 2022, la compagnie est valorisée à 22 milliards de dollars. Celle-ci dit avoir plus de 115 millions d'étudiants sur sa plateforme.